# Argyrochosma stuebeliana
Argyrochosma stuebeliana är en kantbräkenväxtart som först beskrevs av Georg Hans Emmo Wolfgang Hieronymus, och fick sitt nu gällande namn av Michael D. Windham. Argyrochosma stuebeliana ingår i släktet Argyrochosma och familjen Pteridaceae. Inga underarter finns listade.